# مونتانیک اسید
مونتانیک اسید (به انگلیسی: Montanic acid) یک ترکیب شیمیایی با شناسه پاب‌کم ۱۰۴۷۰ است. 